# Flörsheim-Dalsheim
Flörsheim-Dalsheim é um município da Alemanha localizado no distrito (Kreis ou Landkreis) de Alzey-Worms, na associação municipal de Verbandsgemeinde Monsheim, no estado da Renânia-Palatinado.